# Юри Славчев
Юри Славчев е бивш български спортен журналист.

## Биография
Роден на 25 март 1983 година в Сливен. Завършва висше образование във Висше училище по телекомуникации и пощи (София) с профил Икономика.
През 2008 година започва работа като репортер в Канал 3. Освен това е водещ на предаването „Спорт в обектива“, като всеки ден отразява и коментира най-важните спортни събития в България и света. Две години по-късно става част от екипа, който стартира сайта BSport. В периода до 2012 година е и главен редактор на друг спортен сайт – Sportisimo.
През 2012 година започва работа в спортния отдел на Агенция Блиц. Остава там 10 години, като основен приоритет му е българският футбол. Работил е и в сайтовете Boec.bg, Ninja.bg.

## Интервюта
Освен със спортни коментари, Славчев се занимава и с интервюта на български и чждестранни имена от света на спорта. Разговорите имат както спортна, така и светска тематика. Той е първият български журналист, пред когото говори Джени Суши след скандала с Кубрат Пулев. Правил е интервю и с Валери Божинов.